# 新野外無線機

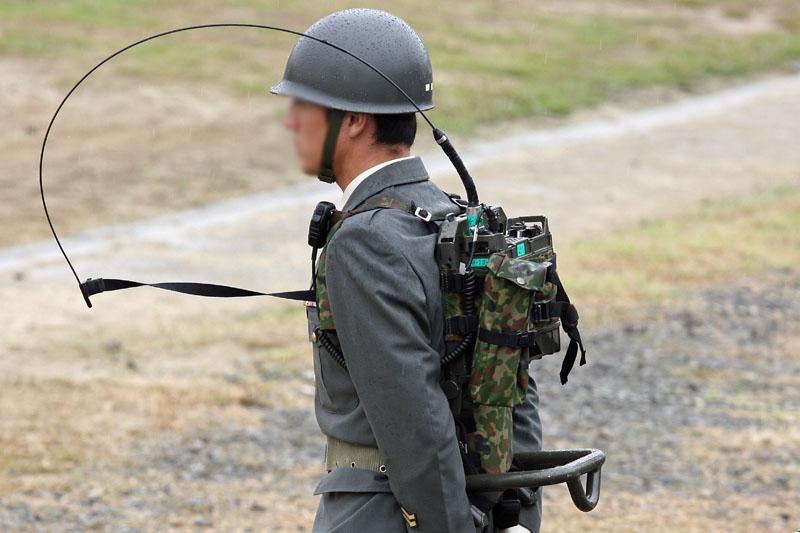
携帯無線機1号。背負子を用いている。

新野外無線機（しんやがいむせんき）は、自衛隊の業務無線システムの1つである。主として陸上自衛隊において、部隊相互の連絡に使用する。
85式野外無線機の後継として2001年（平成13年）度より運用を開始し、陸上自衛隊の主たる野外無線機として広く用いられた。部隊使用承認のかたちで運用されており、制式化はされていない。後継として、2012年（平成24年）度より広帯域多目的無線機（コータム）の調達が開始されている。

## 来歴

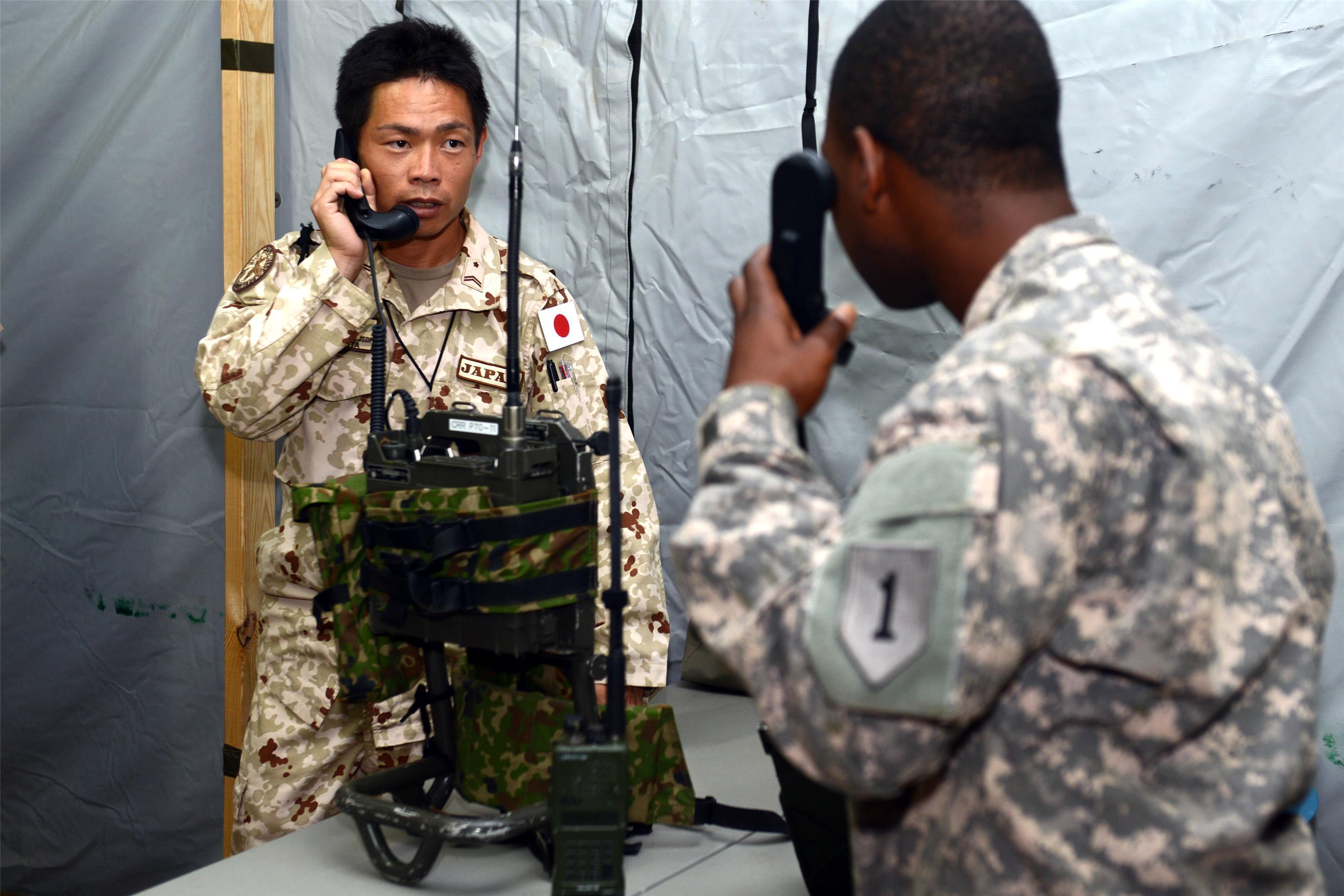
携帯無線機1号を使用する陸上自衛官

1994年（平成6年）度から1995年（平成7年）度にかけて部内研究が開始され、システムスタディおよびシステムデザインが実施された。その後、1996年（平成8年）度から1998年（平成10年）度にかけて2回にわけて試作が行われ、1998年（平成10年）度から1999年（平成11年）度にかけて技術試験が行われた。この結果、本機は「設計の基本となるべき装備品等の性能、諸元、構造等」を満足することが確認された。その後、1999年（平成11年）9月から2000年（平成12年）9月にかけて、陸上自衛隊において実用試験が実施された。この結果、本機は「運用構想、装備を必要とする要件及び要求性能に適合しており、部隊の使用に供し得る」と報告された。

## 構成
- 車両無線機
- 携帯無線機1号 JPRC-F70 - マンパック型
- 携帯無線機2号 JPRC-F80 - ハンドヘルド型
- 機上無線機
- 中継無線機

### 携帯無線機1号 JPRC-F70
野外で使用することから防水・耐衝撃性を備えている。また、85式野外無線機の音声秘匿機能に加え、周波数ホッピング機能を搭載しており敵に傍受されにくくなっているほか、通信性能も向上している。本体も小型・軽量化されており、85式野外無線機ではビニロン製のソフトケースであったが、背負子で背負う方式になったことから長時間の携行でも負担が軽減されている。また、本体を包む布は迷彩化されている。
諸元
- 全幅 : 約230mm
- 全高 : 約80mm
- 奥行き : 約300mm
- 重量 : 約4Kg
- 電源 : DC12V

 開発・製造 
- 開発：防衛省技術研究本部
- 製造：三菱電機

### 携帯無線機2号 JPRC-F80
諸元
- 全幅 : 約80mm
- 全高 : 約180mm
- 奥行き : 約50mm
- 重量 : 約1Kg
- 電源 : DC7V

 開発・製造 
- 開発：防衛省技術研究本部
- 製造：富士通